# Приволзьке міське поселення
Приво́лзьке міське поселення (рос. Приволжское городское поселение) — муніципальне утворення у складі Волзького району Марій Ел, Росія. Адміністративний центр — селище міського типу Приволзький.

## Населення
Населення — 3909 осіб (2019, 4204 у 2010, 4227 у 2002).

## Склад
До складу поселення входять такі населені пункти:
| Населений пункт                   | Населення, осіб (2002) | Населення, осіб (2010) |
| --------------------------------- | ---------------------- | ---------------------- |
| Александровка, присілок           | 14                     | 3                      |
| Красна Горка, присілок            | 52                     | 42                     |
| Приволзький, селище міського типу | 4161                   | 4159                   |